# كمال إيدير
كمال إيدير (تونس العاصمة، 26 سبتمبر 1952 - )، هو موظف سام ومسيّر رياضي تونسي تولى بين نوفمبر 2005 وماي 2010 رئاسة جمعية النادي الإفريقي. يحمل إيدير دكتوراة في الصيدلة وقد عمل كأستاذ مساعد في كلية الصيدلة بالمنستير وكمدير متفقد عام بالصيدلية المركزية وهو يتولى حاليا إدارة وحدة الصيدلة والدواء في وزارة الصحة العمومية. لعب في فريق كرة اليد للنادي الإفريقي كما انتمى إلى المنتخب الوطني. نشط لعدة سنوات في صلب الهيئة المديرة للإفريقي تحت رئاسة فريد عباس وشريف بلامين وتولى منصب النائب الأول للرئيس لمدة 3 سنوات. وفي 26 نوفمبر 2005 عوض شريف بلامين. بعد موسمين بدون تتويج تمكن الفريق تحت رئاسته وإشراف المدرب الجزائري عبد الحق بن شيخة من إحراز البطولة بعد 12 عاما من الانتظار. في موسم 2008-2009 تحصل الفريق على كأس شمال أفريقيا للأندية البطلة، إلا أنه خسر لقب البطولة في الأمتار الأخيرة أمام فريق الترجي الرياضي التونسي. في ماي 2009 أعرب إيدير عن نيته عدم مواصلة المشوار على رأس النادي  قبل أن يتراجع عن قراره. بقي على رأس الإفريقي موسما آخر قبل أن يستقيل في 28 ماي 2010 صحبة أعضاء الهيئة المديرة بعد نهاية موسم صعبة عرف فيها الإفريقي أزمة مالية. تولى إيدير لعدة سنوات رئاسة دائرة المنزه البلدية كما تولى منصب نائب رئيس بلدية تونس ورئاسة اللجنة التنظمية لكأس العالم لكرة اليد 2005 التي أقيمت بتونس ، وقد سبق له الانتماء للجنة المركزية للتجمع الدستوري الديمقراطي الحاكم.